# Dipara petiolata
Dipara petiolata är en stekelart som beskrevs av Walker 1833. Dipara petiolata ingår i släktet Dipara och familjen puppglanssteklar. Arten är reproducerande i Sverige. Inga underarter finns listade i Catalogue of Life.